# Dana Andrews

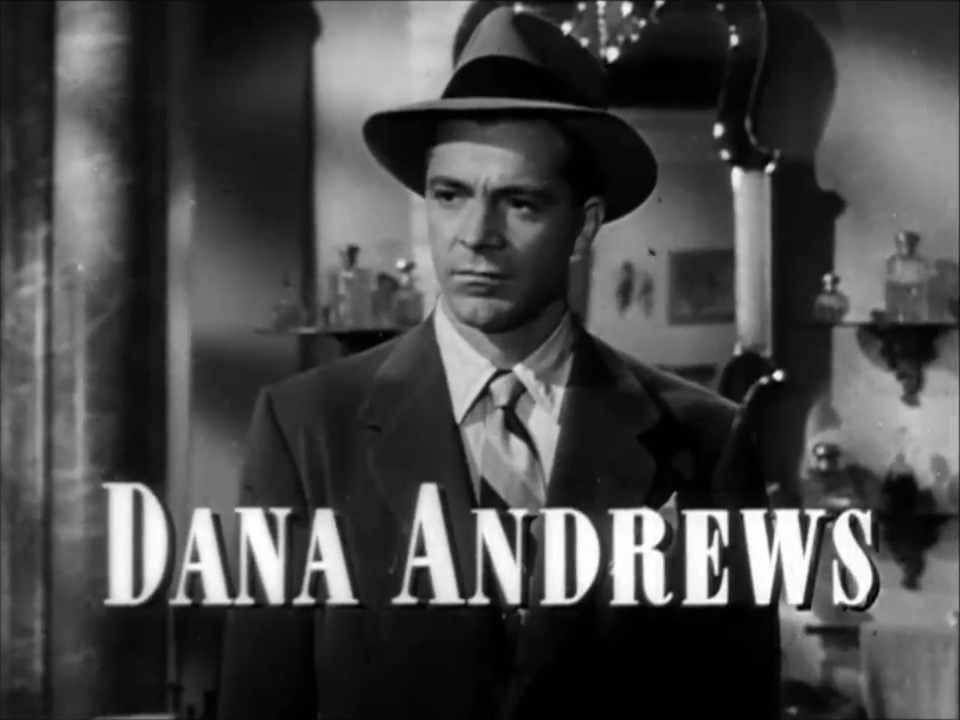
Andrews i trailern till filmen Laura (1944).

Dana Andrews, född 1 januari 1909 i Covington County i Mississippi, död 17 december 1992 i Los Alamitos i Kalifornien, var en amerikansk skådespelare.
Andrews var anställd som bokhållare hos Gulf Oil, men filmbiten som han var, liftade han till Los Angeles i förhoppning om att bli filmstjärna. Istället kom han att arbeta som busschaufför och på en bensinstation i flera år, allt medan han sprang runt på filmstudior. Till sist lyckades han få ett kontrakt med Samuel Goldwyn och hade småroller i filmer från 1940. 
Dana Andrews fick strålande recensioner för sin roll i Möte vid Ox-oket 1943 och det stora genombrottet kom följande år som polis i klassikern Laura.
Andrews blev aldrig en av Hollywoods riktigt stora stjärnor, men han var en framstående och mångsidig aktör i en stor mängd filmer.
Han var ordförande för fackföreningen Screen Actors Guild 1963–1965.

## Filmografi i urval
- 1940 – En västerns riddersman
- 1941 – Deras hela värld
- 1941 – Farligt område
- 1941 – Belle Starr
- 1943 – Möte vid Ox-oket
- 1943 – Överraskade i gryningen
- 1943 – Rivalerna
- 1943 – Pearl Harbor - 7:e december 1941
- 1944 – Laura
- 1944 – Spökskeppet
- 1944 – Purpurhjärtat
- 1945 – Fallen ängel
- 1945 – Attack i sol
- 1945 – Vår i luften
- 1946 – De bästa åren
- 1946 – De drogo västerut...
- 1947 – Bumerang
- 1947 – Hans älskarinna
- 1948 – Havets män
- 1948 – Nattens melodi
- 1948 – Järnridån
- 1948 – Kyss mej långsamt
- 1949 – Mitt dåraktiga hjärta
- 1950 – Nattens vargar
- 1950 – Dådet
- 1951 – Grodmännen
- 1951 – Jag vill ha dej!
- 1951 – Spökskeppet
- 1952 – Vår pariskorrespondent
- 1954 – Elefantstigen
- 1954 – Tre timmar att hämnas
- 1955 – Kvinnan i Santa Fe
- 1956 – Det femte offret
- 1956 – Falskt alibi
- 1957 – Demonens förbannelse
- 1957 – En sekund från döden
- 1959 – Sensation på första sidan
- 1962 – Madison Avenue
- 1965 – Det stora slaget
- 1965 – In i det sista
- 1965 – Bas 3 - Top Secret
- 1965 – Första segern
- 1965 – Panik!
- 1965 – Brainstorm
- 1966 – Johnny Reno - sheriff
- 1966 – The Frozen Dead
- 1967 – Hot Rods to Hell
- 1974 – Katastroflarm
- 1975 – Den våldsamma flykten
- 1976 – Den siste magnaten
- 1978 – Good Guys Wear Black
- 1979 – Ike - Fältherren